# Долгое (озеро, Городокский район, бассейн Свины)
До́лгое (бел. До́ўгае) — озеро в Городокском районе Витебской области Белоруссии. Относится к бассейну реки Свина́.
Озеро располагается в 34 км на северо-запад от города Городок и в 2,2 км на северо-восток от деревни Осмота, посреди лесного массива. Высота над уровнем моря составляет 152,6 м.
Площадь зеркала составляет 0,09 км². Длина озера — 0,8 км, наибольшая ширина — 0,17 км. Длина береговой линии — 1,8 км.
Склоны котловины — высотой от 7 до 15 м. Водоём окружён заболоченной поймой шириной 30—50 м, заросшей кустарником.
Из озера вытекает река Чернец — приток реки Прудница.